# Giōrgos Agorogiannīs
Giōrgos Agorogiannīs (in greco Γιώργος Αγορογιάννης?; 3 maggio 1966) è un ex calciatore greco, di ruolo difensore.

## Carriera

### Club
Ha giocato con Larissa, AEK Atene, Panionios.

### Nazionale
Dal 1989 al 1992 ha collezionato 7 presenze con la nazionale greca.

## Palmarès
- Campionato greco: 3

Larissa: 1987-1988
AEK Atene: 1992-1993, 1993-1994
- Coppa di Grecia: 1

Larissa: 1984-1985